# Fronde
La Fronde (1648–1653) va ser una guerra civil a França, que va passar durant la guerra franco-espanyola que va començar el 1635. La paraula fronde significa fona, que els habitants de París van fer servir per trencar les finestres dels partidaris del cardenal Mazzarino. De vegades es tradueix com La Fronda.
El principal objectiu de la insurrecció no era revolucionari sinó protegir les antigues llibertats (liberties) de la invasió reial, defensar els drets establerts pels parlements francesos que eren tribunals d'apel·lació més que no pas cossos legislatius com sí que ho eren els parliaments anglesos, i especialment el Parlament de París per limitar el poder reial refusant registrar decrets. El moviment aviat degenerà en faccions.
La Fronde es va dividir en dues campanyes, la Fronda del Parlament i la Fronda dels Nobles. La Fronda del Parlament, va ser a continuació directa de la pau de Westphalia (1648) que va posar final a la Guerra dels Trenta Anys. Els nuclis de les bandes armades sota els líders aristocràtics que terroritzaven parts de França es van anar endurint en una generació de guerra a Alemanya on les tropes encara tendien a operar de manera autònoma. Lluís XIV, impressionat al principi del seu regnat per l'experiència de la Fronde, va reorganitzar l'exèrcit francès sota una jerarquia estricta els líders dels quals podien ser escollits o destituïts pel rei. La Fronde finalment va ocasionar la pèrdua de poder de l'aristocràcia territorial i l'emergència de la monarquia absoluta.
La revolta va acabar quan l'exèrcit reial va atacar als frondeurs de Lluís, Le Grand Condé el 2 de juliol de 1652 a la batalla de Faubourg Saint-Antoine amb l'esquena a les portes tancades de París, però, Anna Maria Lluïsa d'Orleans va convèncer els parisencs per obrir les portes, rebre l'exèrcit de Condé i girar els canons de la Bastilla als perseguidors. Un govern insurreccional va aparèixer a París i es va proclamar monsenyor general del regne. El cardenal Mazzarino, sentint que l'opinió pública estava sòlidament contra ell, va deixar de nou a França, i els burgesos de París, barallats amb els prínceps, van permetre al rei entrar a la ciutat el 21 d'octubre de 1652 i Mazzarino va tornar sense oposició al febrer de 1653.